# Michaela Petkowa
Michaela Petkowa (bulgarisch Михаела Петкова, englisch Mikhaela Petrova; * 11. Januar 1999) ist eine bulgarische Leichtathletin, die sich auf den Speerwurf spezialisiert hat, aber auch im Kugelstoßen an den Start geht.

## Sportliche Laufbahn
Erste internationale Erfahrungen sammelte Michaela Petkowa im Jahr 2016, als sie bei den erstmals ausgetragenen Jugendeuropameisterschaften in Tiflis im Speerwurf mit einer Weite von 40,95 m in der Qualifikation ausschied. 2018 belegte sie bei den Balkan-Meisterschaften in Stara Sagora mit 50,50 m den vierten Platz und 2019 gewann sie bei den Meisterschaften in Prawez mit 46,40 m die Bronzemedaille, ehe sie 2020 in Cluj-Napoca mit einem Wurf auf 50,35 m die Silbermedaille gewann. 2023 wurde sie bei der 2. Liga der Team-Europameisterschaft im Rahmen der Europaspiele in Chorzów mit 13,89 m Neunte im Kugelstoßen und gelangte mit 44,75 min auf Rang 13 im Speerwurf. Anschließend belegte sie bei den Balkan-Meisterschaften in Kraljevo mit 12,96 m und 44,34 m jeweils den neunten Platz.
In den Jahren von 2018 bis 2020 und 2023 wurde Petkowa bulgarische Meisterin im Speerwurf sowie 2022 und 2023 im Kugelstoßen. Zudem wurde sie 2021 und 2023 Hallenmeisterin im Kugelstoßen.

## Persönliche Bestleistungen
- Kugelstoßen: 14,30 m, 30. April 2023 in Baltschik
- Speerwurf: 60,36 m, 2. Oktober 2020 in Baltschik